# Markiezenhof
Het Markiezenhof (Bergs: Markiezen'of) is een laatgotisch stadspaleis in de stad Bergen op Zoom, in de Nederlandse provincie Noord-Brabant. Het was de residentie van de heren en later de markiezen van Bergen op Zoom. In het pand vinden tentoonstellingen en evenementen plaats. Sinds 2003 is het monument als miniatuur in Madurodam te zien. Het Markiezenhof en de Onze Lieve Vrouwekapel vormen samen een rijksmonument dat behoort tot de 'Top 100 van de Rijksdienst voor de Monumentenzorg' uit 1990.

## Geschiedenis

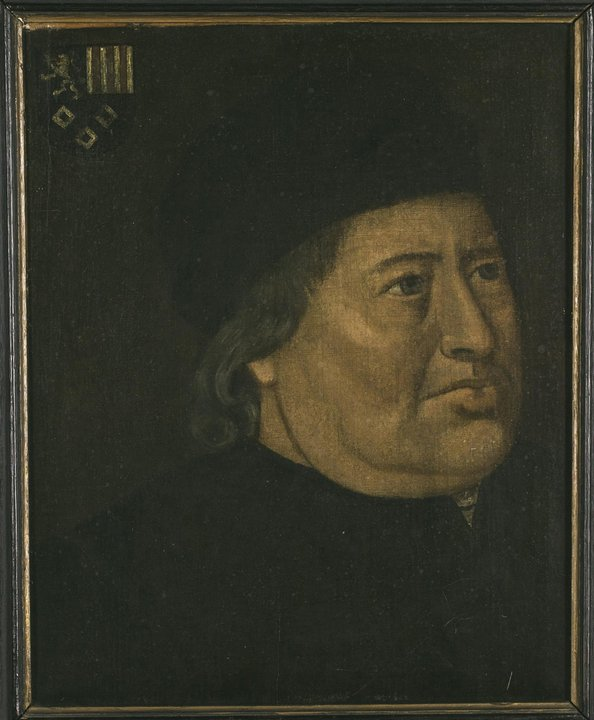
Heer Jan II van Glymes

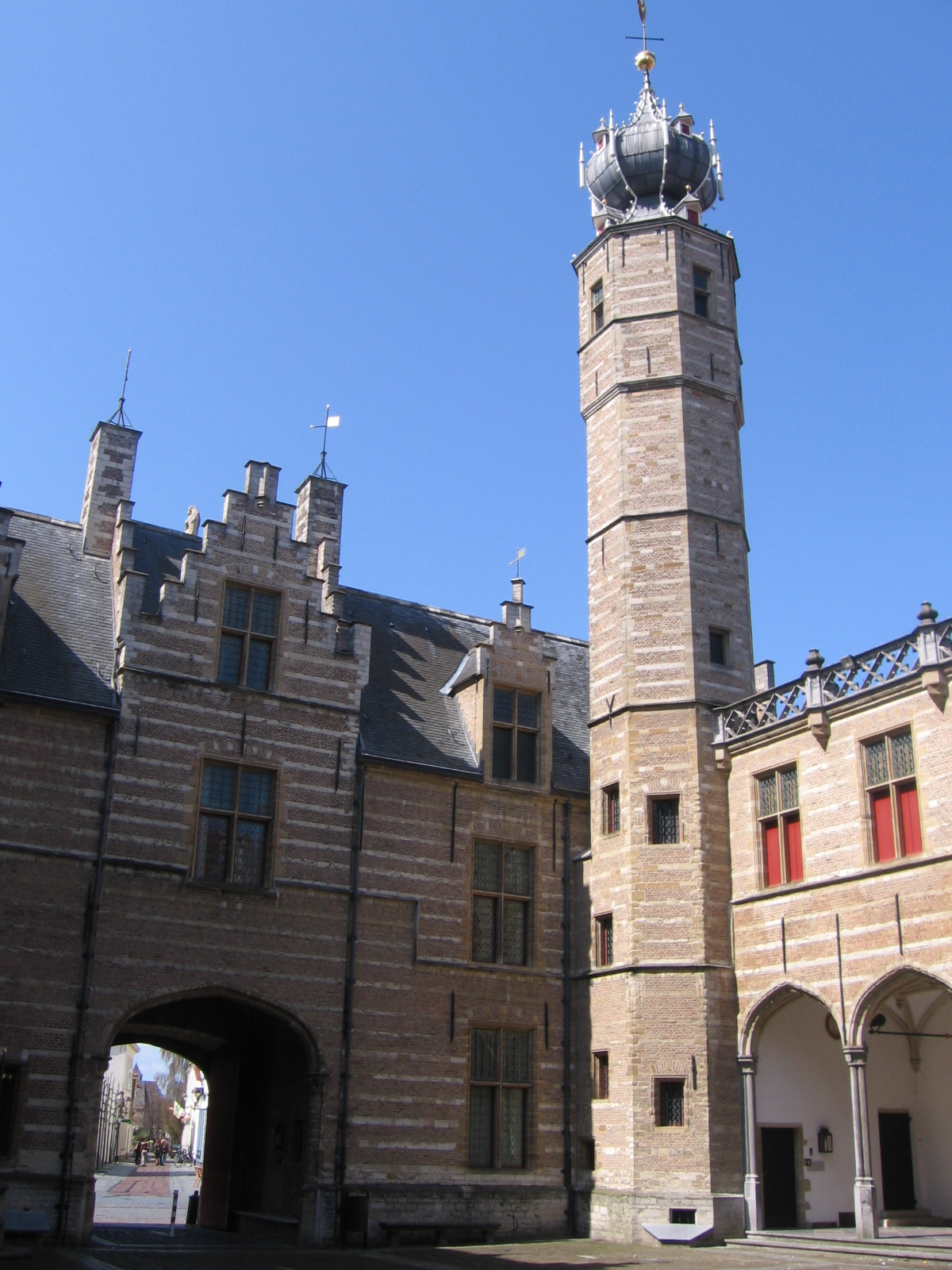
Toren

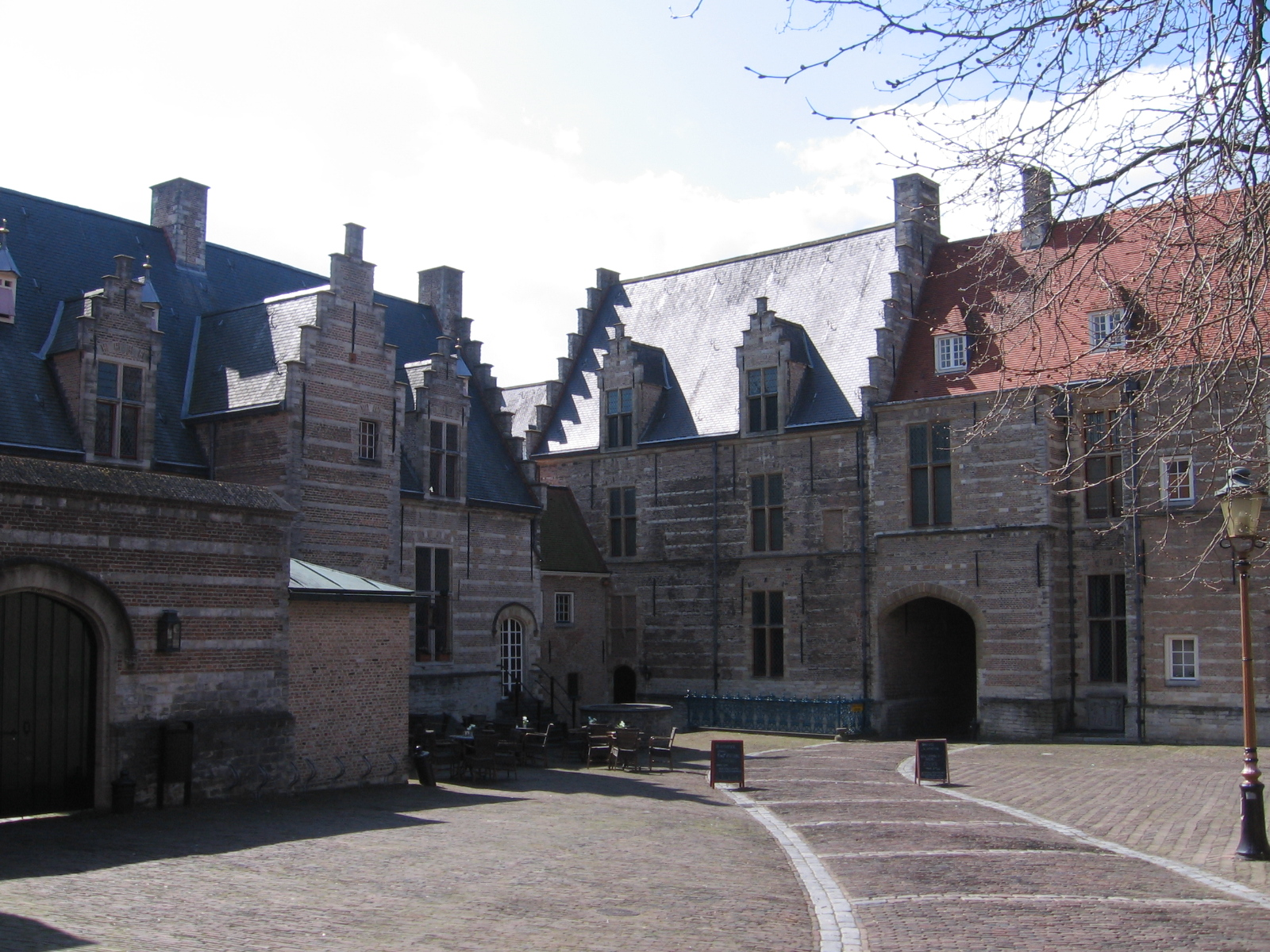
Markiezenhof en bibliotheek

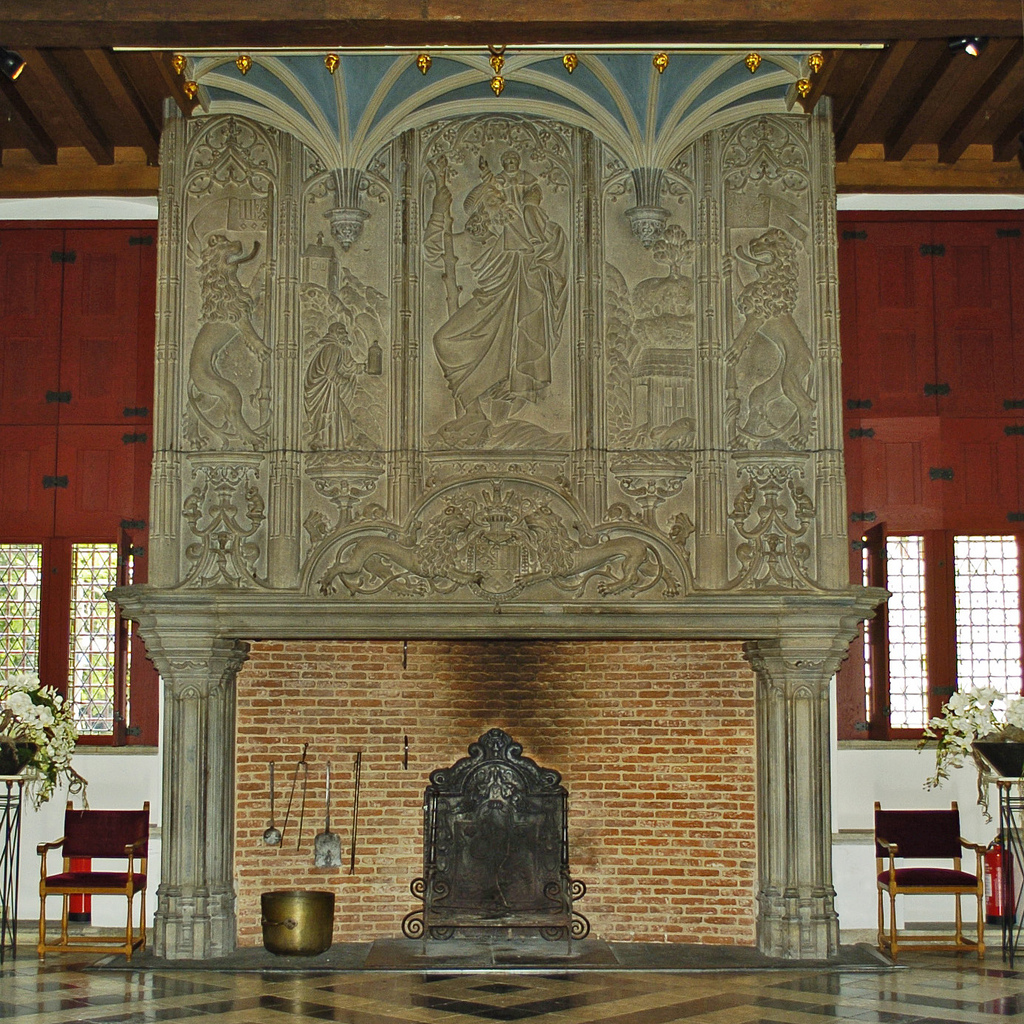
Christoffelschouw (Hofzaal, 1521-1522)

Dit paleis werd aan het einde van de 15e eeuw (1485) gebouwd onder leiding van de Mechelse bouwmeesters Antoon I Keldermans en Rombout II Keldermans, leden van de Mechelse familie van architecten Keldermans, in opdracht van Jan II van Glymes, heer van Bergen op Zoom. De Heren van Bergen woonden hiervóór voornamelijk in het kasteel te Wouw. Het Markiezenhof, of 'het Hof van Bergen' zoals het zou gaan heten, moest waardig genoeg zijn om hoge gasten in te ontvangen omdat Bergen op Zoom een steeds belangrijkere handelsstad werd. Het zou een van de mooiste laat-gotische stadspaleizen van West-Europa worden. Het heeft een imposante voorgevel met rode vensterkorven. In de hofzaal staat de 15.000 kg wegende Christoffelschouw uit 1521 ontworpen door de beeldhouwer Rombout Keldermans. Hier ontvingen de heren en markiezen hun gasten. In 1511 was het paleis voltooid. Heer Jan II heeft de voltooiing zelf niet meer kunnen meemaken; hij overleed in 1494. In 1533 werden de heren van Bergen verheven tot markies.
Het Markiezenhof kwam eind 17de eeuw in handen van buitenlandse vorstenhuizen. In 1698 was François Egon de la Tour d'Auvergne de laatste markies die nog daadwerkelijk in het Markiezenhof woonde. Hij liet het paleis naar zijn tijd moderniseren. Daarbij werd de arcade dichtgemetseld, de toren werd ingekort en de achtergevel werd opgetrokken in klassieke Franse stijl. De laatste generaties markiezen die Bergen op Zoom had kwamen nog amper in het Markiezenhof omdat ze, vanwege hun internationale titels, op andere plaatsen in Europa woonden.
Toen er in 1795 een einde kwam aan het markiezaat Bergen op Zoom, legde het Franse leger beslag op het Markiezenhof en werd het paleis gebruikt als militair hospitaal. Vanaf 1815 werd het Markiezenhof een kazerne.
Tijdens de kazernejaren raakte het paleis in zwaar verval. In de jaren 60 van de 20e eeuw werd begonnen met de restauratie van het Markiezenhof. De binnenplaatsen werden naar de oorspronkelijke stijl gerestaureerd, zoals bij de bouw in de 15e eeuw. De arcades gingen weer open en de paleistoren werd weer in ere hersteld. Ook de Franse tuingevel en de tuin werden gerestaureerd.
In 1987 werd het gerenoveerde Markiezenhof door koningin Beatrix geopend. Van 2008 tot oktober 2009 werd het opnieuw verbouwd en werden onder meer de stijlkamers gerenoveerd.

## Museum
In de Hofzaal bevindt zich de gebeeldhouwde Christoffelschouw, een 15.000 kg zware haard uit 1521, ontworpen door Rombout Keldermans. In deze zaal ontvingen de markiezen hun hooggeplaatste gasten.

### Stijlkamers
In Het Markiezenhof is een museum gehuisvest, waarin men kennis kan maken met de levenswijze van de markiezen. Er zijn vier stijlkamers waaronder de Henriëttekamer en de Theodoorkamer met portretten van vroegere markiezen. De stijlkamers zijn voorzien van meubilair en sier- en gebruiksvoorwerpen uit de 16e tot 18e eeuw.

### Maquette
In de Vestingzaal is een kopie van de maquette uit 1747 van Bergen op Zoom opgesteld; het origineel staat in het Musée des Plans-Reliefs in Parijs. De maquette laat de overgang zien van de oude vestingsperiode naar de moderne tijd van Bergen op Zoom.

### Kermis
Op de tweede etage is een expositie over kermissen en jaarmarkten. Nagemaakt is een 16e-eeuws markt- en kermisplein. Verder is er een anatomisch kabinet, een cinematograaf en een miniatuurkermis. 

## Zeeridder

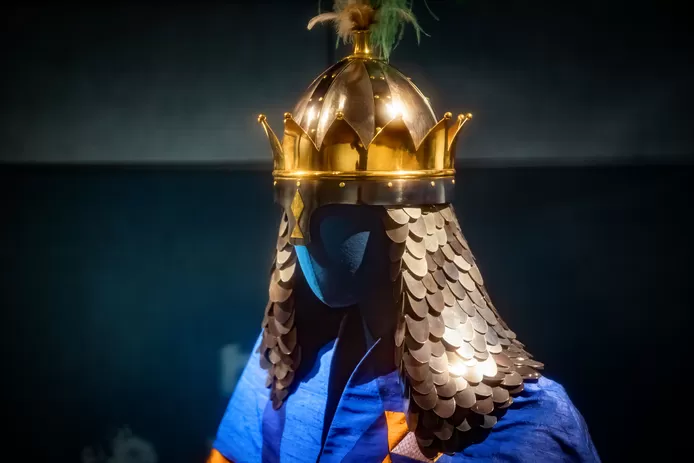
De Zeeridder in de Blauwe Zaal

Sinds 1523 bevindt zich de Zeeridder als windvaan op de toren van het Markiezenhof. Het is een kenmerkend symbool voor de stad en Markiezenhof, die sinds 2019 een opstelling van de Zeeridder in de Blauwe Zaal heeft. Met zijn lichaam, half mens en half vis, staat hij symbool voor geschiedenis en kunst. In zijn zwaard staat gegraveerd: seco et secerno ('ik snijd en ik maak onderscheid'). De Zeeridder in de Blauwe Zaal is het product van een samenwerking tussen kledingkunstenaar Ward Warmoeskerken en wapensmid Gotscha Lagidse.